# مراد محمد
مراد محمد (11 فبراير 1984 -) هو فنان كوميدي سعودي.

## مسيرته
بدأ في أعمال تعرض على موقع اليوتيوب مواليد 11 فبراير 1984م.

## الأعمال
- عيادة سكنية2021
- الطاير
- قروشة
- حارة الشيخ